# 淺黑骨尾魚
淺黑骨尾魚（學名：Gila nigra）為輻鰭魚綱鯉形目雅羅魚科骨尾魚屬的其中一種，分布於北美洲美國西北部新墨西哥州和亞利桑那州的科羅拉多河支流希拉河（Gila River）流域，本魚體成紡錘型，體色上面為深橄欖灰色或棕色，側面是銀色，下面是白色。縱向條紋通常是彌散的，很少有深色的背側斑點，體長可達38公分，棲息在小溪、水塘底中層水域，生活習性不明。

## 扩展阅读
維基物種上的相關：淺黑骨尾魚